# Teste de Liebermann-Burchard

Passos reacionais do teste de Liebermann-Burchard

O teste de Liebermann-Burchard ou teste do anidrido acético é usado para a detecção de colesterol. A formação de uma cor verde ou verde-azulada após alguns minutos indica um resultado positivo.
Lieberman-Burchard é um reagente usado em um teste colorimétrico para detectar o colesterol, que dá uma cor verde profunda. Essa coloração inicia por uma cor rosa arroxeado e progride para um verde claro e, depois, para um verde muito escuro. A cor é devida ao grupo hidroxila (-OH) do colesterol, reativo aos reagentes e pelo qual há uma ampliação da conjugação no anel adjacente ao anel hidroxilado. Como esse teste usa anidrido acético e ácido sulfúrico como reagentes, deve-se ter cuidado para não sofrer queimaduras graves.
Método: dissolver um ou dois cristais de colesterol em clorofórmio anidro num tubo de ensaio seco. Adicionar várias gotas de anidrido acético, seguidas de 2 gotas de H2SO4 concentrado, e, então, misturar cuidadosamente. Após o término da reação, a concentração de colesterol pode ser medida por espectrofotometria.